# Praia da Tapera

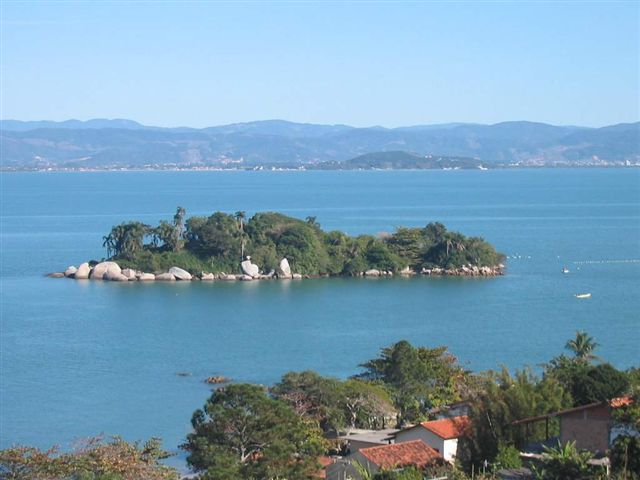
Ilha das Laranjeiras

Praia da Tapera is een strand in het zuidwesten van het eiland Santa Catarina. Het is gelegen in de gemeente Florianópolis in het zuiden van Brazilië. Het ligt op een afstand van 27 kilometer van het stadscentrum.
Carijós Indianen bewoonden vroeger het strand. Gevonden voorwerpen als schelpen, houtskool, gepolijste bijlen en slijpmachines worden tentoongesteld in het museum Museu Homem de Sambaqui in Florianópolis.
Tegenwoordig vind je er traditionele georiënteerde visserij. Het is een belangrijk centrum voor de productie van oesters en mosselen.

## Ilha das Laranjeiras
Ilha das Laranjeiras is een klein eilandje tegenover het strand. Het ligt ongeveer 400 meter van de kust af. Het is grondgebied van de gemeente Florianópolis.